# Schlosskirche (Hochberg)

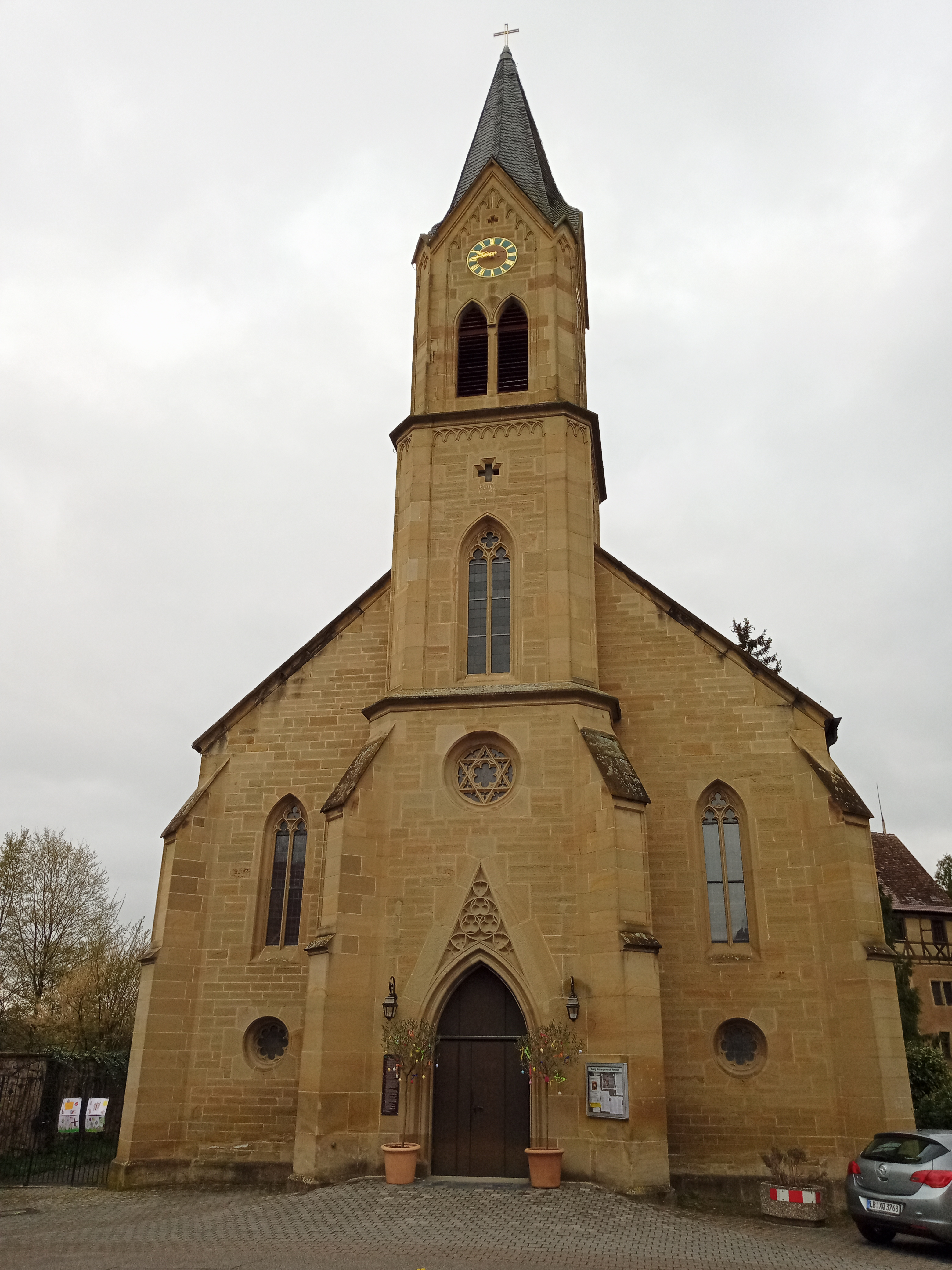
Kirchturm mit Hauptportal der Hochberger Schlosskirche

Die Schlosskirche ist die evangelische Kirche von Hochberg, einem Stadtteil der Stadt Remseck am Neckar im Landkreis Ludwigsburg in Baden-Württemberg. Die 1854 im neugotischen Stil erbaute Kirche steht anstelle einer älteren Kapelle nahe dem Hochberger Schloss, von dem sie ihren Namen hat. Grabdenkmäler der einstigen Ortsherren von Hochberg aus der Familie Nothaft sowie die Holzschnitzereien der Barockorgel sind aus der älteren Kirche übernommen.
Die Schlosskirche gehört heute zur Evangelischen Kirchengemeinde Remseck im Kirchenbezirk Ludwigsburg der Evangelischen Landeskirche in Württemberg.

## Geschichte

### Vorgängerbau
Das Alter des Vorgängerbaus der heutigen Schlosskirche ist nicht mehr festzustellen. Aufgrund der beiden Altäre, die Sankt Barbara und Sankt Nikolaus gewidmet waren, geht man jedoch von einem vergleichsweise jüngeren Gebäude aus. Das Bauwerk war deutlich kleiner als die heutige Schlosskirche, das Schiff besaß eine Länge von 15,5 Metern und eine Breite von 6,3 Metern, der Chor war 4,6 Meter lang und 3,2 Meter breit. 1554 wurde durch den Ortsherren Hans Dietrich Nothaft die Reformation in Hochberg eingeführt.
Die Kapelle, die mutmaßlich bereits im Dreißigjährigen Krieg gelitten hatte, wurde im Orléansschen Krieg von französischen Truppen geplündert und die Kirchenglocken geraubt. Nach dem Ende des Krieges 1697 wurde die Kapelle wieder hergerichtet. Der damalige Hochberger Ortsherr Uriel von Gemmingen und seine Frau Esther geborene Nothaft stifteten neue Glocken, die bis zum Ersten Weltkrieg auch in der späteren Schlosskirche erhalten blieben.
Bis zum Ende der reichsritterlichen Ortsherrschaft in Hochberg wurde die Kapelle durch die Ortsherren zunächst aus der Familie Nothaft, später den von Gemmingen unterhalten. Mit dem Übergang zu Württemberg wurde Hochberg schließlich Teil der Diözese Waiblingen.

### Neue Schlosskirche
Im 19. Jahrhundert wurde durch das Wachstum des Ortes die alte Kapelle zu klein. Für den Bau der neuen Kirche übertrug der damalige Hochberger Schlossherr Karl von Hügel einen Teil des Schlosshofes an die Kirchengemeinde und erhielt dafür als Ausgleich das Areal der alten Kapelle zur Vergrößerung seines Schlossgartens. 1852 wurde mit Bauarbeiten begonnen, am 4. Mai 1853 erfolgte die Grundsteinlegung. Am 13. August 1854 wurde die Kirche schließlich eingeweiht. Das Kirchenschiff des Neubaus ist eine rechteckige Halle mit einer Länge von 20,7 Metern und einer Breite von 13,25 Metern. Der Chor mit angebauter Sakristei ist nach Nord-Westen ausgerichtet. Das Hauptportal befindet sich unter dem der Ostfront vorgelagerten knapp 30 Meter hohen Kirchturm. 1939 wurde die Kirche dann aus dem Kirchenbezirk Waiblingen in den Kirchenbezirk Ludwigsburg verlagert.
Nach einem Brand mit ungeklärten Ursachen im Jahr 1989 wurde der Innenraum der Kirche saniert, 2002 kam es zu einer umfassenden Sanierung des Außenbereichs.

## Ausstattung

### Altar
Seit dem 10. April 2020 besitzt die Schlosskirche einen neuen Altar aus Granit mit einem quergelegten und bewusst asymmetrischen Kreuz, welches den Altar umschließt.

### Epitaphe
Viele der Grabmale der alten Kirche – zumeist von Angehörigen der Familie Nothaft von Hohenberg – gingen nebst anderer Kunstwerke aus der Zeit der Nothaft verloren, als die alte Kapelle abgerissen wurde. Einige der alten Grabdenkmäler wurden jedoch in die neue Kirche übernommen. Darunter die Grabdenkmäler von Wolf Nothaft († 1553) und Margarethe geborene von Nippenburg († 1540), welche dem Bildhauer Joseph Schmid zugeschrieben werden. Sie entstanden wahrscheinlich durch Vermittlung der Schwiegertochter Agatha geborene von Kaltenthal, die in dritter Ehe mit Johann Dietrich Nothaft, dem Sohn von Wolf und Margarethe verheiratet war. In zweiter Ehe war sie mit dem württembergischen Marschall Wolf Philipp von Hirnheim verheiratet. Dessen Grabmal sowie das von Agatha stammten ebenfalls von Joseph Schmid und befinden sich in der Margaretenkirche in Aldingen. Die Hochberger Denkmäler folgen in ihrer Komposition den Aldingern, unterscheiden sich aber in der Darstellung vom Vorbild. Die Grabdenkmäler von Agathas Gemahl Johann Dietrich Nothaft sowie dessen zweiter Gattin Barbara, geborene von Reischach, und seiner dritten Gattin Sara, geborene von Rotburg, sind ebenfalls in der Hochberger Kirche erhalten.
Weitere erhaltene Grabdenkmäler sind von Hans Nothaft, Margaret von Nippenburg sowie der Mechthild von Bernhausen geb. Nothaft. Zahlreiche weitere Epitaphe gingen beim Neubau der Kirche verloren.

### Geläut
Lange Zeit besaß die Schlosskirche nur zwei Glocken, eine von 1951 mit dem Ton e’’ sowie eine von 1954 mit dem Ton d’’. Am 25. Dezember 1965 wurden zwei weitere Glocken geweiht, so dass das Geläut nun wieder wie vorgesehen vier Glocken hat. Die beiden neuen Glocken sind auf die Töne e’ und a’ gestimmt.

### Orgel
Als Ersatz für eine elektrische Orgel erhielt die Schlosskirche im Jahr 1988 eine neue Pfeifenorgel mit 19 Registern des Orgelbaumeisters Kopetzki. Beim Kirchenbrand von 1989 wurde die neue Orgel aber bereits wieder zerstört und musste komplett neu aufgebaut werden.

### Abendmahlskelch
Der silberne, vergoldete Abendmahlskelch soll einer lokalen Tradition zufolge Anfang des 17. Jahrhunderts von den drei Töchtern des Wolf Jacob Nothaft gestiftet worden sein. Diese Überlieferung entspricht aber wohl nicht der Wirklichkeit. Der Kelch dürfte bereits aus dem 16. Jahrhundert stammen. Bisherigen Untersuchungen zufolge hat vermutlich das im Jahre 1497 erwähnte Ehepaar Wilhelm Adelmann von Adelmannsfelden und Kunigunde geborene von Hirnheim den Kelch gestiftet. Deren Ehe war kinderlos, so dass Kunigunde den Kelch ihrem Vetter, dem ebenfalls kinderlosen Wolf Philipp von Hirnheim, vermacht haben könnte. Über dessen Witwe Agatha geborene von Kaltental aus dem nahegelegenen Aldingen (heute ebenfalls zur Stadt Remseck am Neckar) könnte der Kelch nach Hochberg gekommen sein, da Agatha in späterer Ehe mit Johann Dietrich Nothaft, dem Vater Wolf Jacob Nothafts, verheiratet war.